# アグラフェナ・ロスチスラヴナ (リャザン公妃)
アグラフェナ・ロスチスラヴナ（ロシア語: Аграфена Ростиславна、? - 1237年）は、リャザン公イーゴリの妻である。
父はおそらくキエフ大公ロスチスラフ（ノヴゴロド公ロスチスラフ・ユーリエヴィチ(ru)の娘という説もある）。1237年、モンゴルのルーシ侵攻によるリャザン包囲戦において、息子のユーリーやその妻らと共に死亡した。

## 子女
夫・イーゴリとの間に以下の子がいる。
- ロマン - リャザン公
- イングヴァリ - リャザン公
- ユーリー - リャザン大公